# My Boy Only Breaks His Favorite Toys
«My Boy Only Breaks His Favorite Toys» es una canción escrita e interpretada por la cantautora estadounidense Taylor Swift y es la tercera pista de su undécimo álbum de estudio, The Tortured Poets Department (2024). Swift produjo la canción junto a Jack Antonoff. Fue lanzada el 19 de abril a través de Republic Records. Es una canción de synth pop con elementos de new wave, cuyas letras tratan sobre ser abandonada por un interés amoroso, contada usando metáforas y desde la perspectiva de un juguete. Algunos críticos elogiaron la pegajosidad de la canción, mientras que otros fueron críticos con su estructura lírica.

## Antecedentes y composición
El 4 de febrero, Swift anunció The Tortured Poets Department durante su discurso de aceptación al premio «Best Pop Vocal Album» por Midnights (2022) en la 66.ª entrega anual de los premios Grammy. La portada del álbum se compartió en las redes sociales de Swift poco después del anuncio. La lista de canciones del álbum se compartió al día siguiente, con «My Boy Only Breaks His Favorite Toys» como la tercera pista. Swift dijo que desarrolló el álbum «durante unos dos años» y después de lanzar el álbum anterior, Midnights. La canción fue escrita en su totalidad por Swift; es la única otra pista del álbum, junto a «Who's Afraid of Little Old Me?», donde Swift es la única compositora acreditada. Swift le dijo a Amazon Music que «My Boy Only Breaks His Favorite Toys» trata de «ser el juguete favorito de alguien hasta que te rompe y ya no quiere jugar contigo». Añadió que «es como una canción sobre la negación, realmente, para que puedas vivir en este mundo donde aún hay esperanza para una relación tóxica y rota».
«My Boy Only Breaks His Favorite Toys» es una canción de synth pop con baterías contundentes. También ha sido considerada «cercana al new wave» por Maria Sherman de la Associated Press. Las letras utilizan metáforas e imágenes que la describen desde la perspectiva de un juguete y ser abandonada por su perjudicial pareja en lugar de abordar sus problemas. Swift anhela volver a una relación fallida antes de la ruptura. En el pre-coro, «But you should've seen him when he first got me», canta sobre su antigua pareja fascinada por ella, pero que luego perdió el entusiasmo. En las letras, «There was a litany of reasons why we could've played for keeps this time, I know I'm just repeating myself, put me back on my shelf», Swift sugiere que eran amantes anteriores y estaban dando otro intento a su relación. Swift canta en el coro, «My boy only breaks his favorite toys, toys, oh, I'm queen of sandcastles he destroys», describiendo su relación poco saludable. Las letras «'Cause he took me out of my box, stole my tortured heart» aluden a que el interés amoroso de Swift es un rebote después de una reciente ruptura. La canción también hace referencia a Barbie en las letras: «I felt more when we played pretend than with all the Kens, 'cause he took me out of my box». Una referencia a Barbie también aparece en «Hits Different» de Midnights (2022). Referencias líricas entre intereses amorosos y juguetes también aparecieron en la canción «Cruel Summer» de Lover (2019).

## Recepción de la crítica
En el ranking de Jason Lipshutz de Billboard de las 31 canciones del álbum principal, la canción fue ubicada en el decimoséptimo lugar, añadiendo que «merece el tratamiento de estadio» y la calificó como una «gran, resonante canción». The Hollywood Reporter describió la canción como un «pegajoso gusano musical», mientras que Vulture dijo que era «más triste de lo que podrías pensar». Courtney Young de Cosmopolitan la clasificó en el vigésimo sexto lugar en su ranking de las treinta mejores canciones de ruptura de Swift. Una reseña anónima de Paste opinó que la canción «presenta otro punto bajo en la obra lírica de Swift» y añadió que Swift estaba «capitalizando la manía de Barbenheimer de la que ninguno de nosotros podía escapar». Al escucharla por primera vez, Callie Ahlgrim de Business Insider dijo que la pista recordaba sonoramente a las canciones inéditas del álbum regrabado de Swift en 2023, 1989 (Taylor's Version), «por lo que esto no es necesariamente una crítica en mi libro». Añadió que la canción no lograba destacar y dependía de una «fórmula que se desvanece rápidamente». En su artículo de revisión posterior, recategorizó la canción de «música de fondo» a «vale la pena escucharla» después de repetidas escuchas. John Wohlmacher de Beats Per Minute dijo que era una de las «canciones más fuertes» de la primera mitad del álbum, escribiendo: «un estribillo para cantar a coro que juega con movimientos de arriba hacia abajo». En su reseña del álbum principal, Tony Le Calvez de Lomabeat criticó la estructura lírica de sus pistas, citando «My Boy Only Breaks His Favorite Toys» como un ejemplo: «Las letras encajan en el coro como verter un gran cubo de almejas en un cubo más pequeño; las almejas están chocando por todo el suelo y haciendo un desastre». Escribiendo para Exclaim!, Alex Hudson dijo que la canción era «otro tema de synthpop a medio tiempo».

## Rendimiento comercial
Tras el lanzamiento de The Tortured Poets Department, Swift reclamó las catorce primeras posiciones en el Billboard Global 200; «My Boy Only Breaks His Favorite Toys» debutó en su punto máximo en el sexto lugar, rompiendo su récord anterior mantenido por Midnights (2022). En Estados Unidos, debutó en el número seis en el Billboard Hot 100. La canción alcanzó el top diez en las listas de Australia, Canadá, Irlanda, Nueva Zelanda, Filipinas y Singapur, logrando posiciones de cinco, seis, diez, siete, nueve y siete, respectivamente. La pista también ocupó las 25 primeras posiciones en Bélgica (17), Dinamarca (17), Grecia (11), India (14), Luxemburgo (12), Malasia (11), Portugal (15), Sudáfrica (17), Suecia (13) y Emiratos Árabes Unidos (14). Swift interpretó la canción en vivo durante el set de canciones sorpresa en la segunda noche del show de la gira The Eras Tour en París el 10 de mayo. Una variante digital limitada del álbum principal contenía la grabación en vivo de la gira The Eras Tour de «My Boy Only Breaks His Favorite Toys».

## Gráficos
| Listas (2024)                         | Mejor posición |
| ------------------------------------- | -------------- |
| Argentina (Argentina Hot 100)         | 80             |
| Australia (ARIA)                      | 5              |
| Bélgica (Billboard)                   | 17             |
| Brasil (Brasil Hot 100)               | 50             |
| Canadá (Canadian Hot 100)             | 6              |
| Dinamarca (Tracklisten)               | 17             |
| Francia (SNEP)                        | 49             |
| Global 200 (Billboard)                | 6              |
| Grecia International (IFPI)           | 11             |
| India (IMI)                           | 14             |
| Irlanda (Billboard)                   | 10             |
| Luxemburgo (Billboard)                | 12             |
| Malasia International (RIM)           | 11             |
| Nueva Zelanda (Recorded Music NZ)     | 7              |
| Noruega (VG-lista)                    | 29             |
| Filipinas (Billboard)                 | 9              |
| Portugal (AFP)                        | 15             |
| Singapur (RIAS)                       | 7              |
| Eslovaquia (Singles Digitál Top 100)  | 39             |
| Sudáfrica (Billboard)                 | 17             |
| España (Top 100 Canciones)            | 43             |
| Suecia (Sverigetopplistan)            | 13             |
| Suiza Streaming (Schweizer Hitparade) | 18             |
| Emiratos Árabes Unidos UAE (IFPI)     | 14             |
| Reino Unido (UK Download Chart)       | 88             |
| Reino Unido Streaming (OCC)           | 10             |
| Estados Unidos (Billboard Hot 100)    | 6              |

## Certificaciones
| País      | Organismo certificador | Certificación | Ventas certificadas | Ref.   |
| --------- | ---------------------- | ------------- | ------------------- | ------ |
| Australia | ARIA                   | Oro           | 35 000              | [ 54 ] |